# Sivan
Sivan (hebreiska: סִיוָן) är den tredje månaden i den (andra) judiska kalendern. Månaden har alltid 30 dagar och motsvaras i den babyloniska kalendern av månaden sivannu. I den gregorianska kalendern infaller månaden i maj/juni.